# George Busbee
George Dekle Busbee Sr. (7 de Agosto de 1927 – 16 de Julho de 2004), foi um político americano que atuou como o 77º Governador do estado da Geórgia de 1975 até 1983 e posteriormente sócio principal da King & Spalding LLP.

## Primeiros anos
Busbee nasceu em Vienna, Geórgia e frequentou a Faculdade Militar da Geórgia e a Faculdade Agrícola Abraham Baldwin antes de juntar-se na Marinha. Após sair da Marinha, completou sua formação na Universidade da Geórgia e na Escola de Direito da Universidade da Geórgia em Athens, onde foi membro da fraternidade Phi Delta Theta e da Phi Kappa Literary Society, tendo obtido um diploma de bacharel em 1949 e um diploma em direito em 1952.

## Vida política
Criando uma advocacia em Albany, Busbee atuou nove mandatos na Câmara dos Representantes da Geórgia e foi o líder do governo do Governador Carl Sanders. Em 1967, Busbee era um dos trinta Democratas na câmara que votaram no Republicano Howard Callaway na disputada eleição para governador em 1966, em vez do candidato democrata Lester Maddox, um segregacionista de Atlanta. A câmara, agindo sob a Constituição da Geórgia de 1824, confirmada pela Suprema Corte dos Estados Unidos, escolheu Maddox por 182 a 66.
Em 1974, Busbee ganhou a candidatura democrata para governador no último ano de Jimmy Carter no cargo. No segundo turno do partido, ele derrotou com 551.106 (59,9%) a 369.608 (40,1%), o ex-governador e vice-governador Lester Maddox, o homem que Busbee havia votado contra nas eleições legislativas para governador sete anos antes. No outono de 1974, Busbee derrotou Ronnie Thompson, o primeiro Republicano a ser prefeito de Macon. Em 1976, os eleitores aprovaram uma revisão total da Constituição da Geórgia, que incluía uma disposição que permitia a Busbee tornar-se o primeiro governador do estado a cumprir dois mandatos consecutivos de quatro anos. O vice-governador Zell Miller (que queria concorrer a governador em 1978) se opôs à emenda constitucional para permitir que um governador cumprisse dois mandatos consecutivos de quatro anos. Busbee ganhou a eleição para seu segundo mandato em 1978 com uma vitória fácil sobre o republicano moderado Rodney Cook, de Atlanta.

## Vida pessoal
Após seu serviço como governador, Busbee juntou-se ao escritório de advocacia de Atlanta, King & Spalding e mudou-se para o subúrbio de Duluth, em Atlanta.
Busbee era casado com a Mary Elizabeth "Mary Beth" Talbot (1927-2012), originalmente de Ruston, no norte da Louisiana. A sexta filha de um médico, Dr. e Sra. B. H. Talbot, formou-se na Louisiana Tech University com um bacharelado em ciências em ciências biológicas e também fez pós-graduação em patologia no Charity Hospital, em Nova Orleans. Mudou-se para a Geórgia para trabalhar como técnica em medicina no Hospital Geral de Atenas em Atenas, onde conheceu George Busbee, então estudante de direito. Em 1952, mudaram-se para Albany, onde permaneceram até sua posse como governador em janeiro de 1975. Como primeira-dama da Geórgia, a Sra. Busbee ficou conhecida por sua ênfase no voluntariado. Em 1985, foi co-autora de um livro de receitas, Guess Who's Coming To Dinner, sobre receitas favoritas e convidados servidos na mansão do governador durante seus oito anos lá. A Sra. Busbee foi uma sobrevivente do câncer de 40 anos.
Os Busbees tiveram quatro filhos, Beth Kindt e seu marido John, Jan Curtis e o marido Carlton, George D. Busbee Jr. e a esposa Tammy e Jeff Busbee e sua esposa Kelly. Depois do governo, os Busbees começaram uma igreja em sua casa enquanto moravam em Duluth. Essa congregação é agora a Igreja Batista Parkway.

## Morte e legado
Busbee morreu de um enfarte no Aeroporto Internacional de Savannah em Savannah. A Avenida George Busbee e o Percurso Busbee na área do Shopping Town Center no Condado de Cobb, têm seus nomes em sua homenagem, assim como o Saguão Busbee, na Universidade da Geórgia.